# 프랑크 실베스트르
프랑크 클로드 실베스트르(프랑스어: Franck Claude Silvestre, 1967년 4월 5일, 일-드-프랑스 지방 파리 ~)는 프랑스의 전직 프로 축구 선수로, 현역 시절 중앙 수비수로 활약했다.
현역 시절, 그는 2개국의 6개 구단에서 활약하며 700번이 넘는 공식 경기에 출전했다. 프랑스 국가대표 선수로 3년을 활약하기도 했던 실베스트르는 자국을 대표로 유로 1992에 참가했다.

## 경력
파리 출신인 실베스트르는 1985년에 소쇼 소속으로 프로 무대 신고식을 치렀다. 불과 18세에 부동의 주전이었던 그는 소속 구단이 1987년에 디비시옹 2로 강등되었지만, 1년 뒤에 디비시옹 1로 바로 승격되었고, 그 이듬해 쿠프 드 프랑스 결승전에 올랐지만, 메스와의 결승전에서 패해 준우승에 머물렀다. 실베스트르는 1988년에 프랑스 U-21 국가대표팀에 차출되어 U-21 유럽 선수권 대회를 우승했다.
1989년, 실베스트르는 대형 구단에 활약하지 않고도 미셸 플라티니 감독의 부름을 받아 성인 국가대표팀에 차출되어 아일랜드를 상대로 첫 경기에 출전했고, 유로 1992 명단에 이름을 올려지만, 조별 리그에서 탈락한 이 대회에서 한 경기도 출전하지 못했다. 그는 총 11번의 국가대표팀 경기에 출전했는데, 1992년에 마지막 국가대표팀 경기를 출전했다.
실베스트르는 1993년 여름에 윌리암 프뤼니에를 보낸 기 루의 오세르에 입단했다. 그는 오세르 시절, 네덜란드의 프랑크 페를라트를 비롯해 로랑 브랑과 프레데리크 당주와 함께 2번의 컵과 1번의 리그를 우승했는데, 1995-96 시즌에는 역사적인 2관왕을 달성했고, 챔피언스리그 경기에도 출전했다.
1998년, 실베스트르는 몽펠리에로 이적해 부동의 주전으로 거듭났고, 이후에는 선수단 주장도 맡았다. 그는 3년차에 소속 구단의 1부 리그 승리에 일조했는데, 이 과정에서 개인 시즌 최다인 9골을 기록했다.(33경기 출전) 이후, 그는 2003년 1월에 바스티아로 떠났지만, 소속 구단의 강등을 막지 못했다.
36세가 된 실베스트르는 오스트리아의 슈투름 그라츠에 입단하며 처음으로 해외 무대로 둥지를 옮겨 주전으로 출전했지만, 우승이라는 결실을 맺지 못했다. 2006년 1월, 그는 마지막으로 활약할 구단인 2부 리그의 세트로 이적해 소속 구단의 잔류를 막지 못했고, 총 638번의 리그 경기 출전을 끝으로 은퇴했다.

## 수상
소쇼
- 디비시옹 2: 1987–88
- 쿠프 드 프랑스 준우승: 1987–88

오세르
- 디비시옹 1: 1995–96
- 쿠프 드 프랑스: 1993–94, 1995–96

몽펠리에
- 인터토토컵: 1999[2]

프랑스 U-21
- U-21 유럽 선수권 대회: 1988